# Conflit de Sabah
Le conflit de Sabah éclate le 11 février 2013 après que 235 Philippins militants, dont certains étaient armés, venant de la province philippine de Tawi-Tawi, accostent par bateau à Lahad Datu dans l'État de Sabah en Malaisie. Le groupe, s'autoproclamant les Royal Security Forces of the Sultanate of Sulu and North Borneo (« Forces royales de sécurité du sultanat de Sulu et de Bornéo du Nord »), est envoyé et dirigé par Jamalul Kiram III, l'un des prétendants au trône du sultanat de Sulu, afin de faire valoir ses revendications territoriales,,.

## Contexte

### Le sultanat de Sulu
Dans un différend de longue date (depuis 1962 après l'indépendance de la Malaisie), les Philippines ont toujours affirmé leurs revendications territoriales sur l'État malaisien de Sabah au nom des héritiers du sultanat. Le Bornéo du Nord, soit l'actuel Sabah, faisait historiquement partie du sultanat de Sulu dont la capitale, Jolo, se situe actuellement dans l'archipel de Sulu qui constitue une province des Philippines. La Malaisie a effectué des paiements annuels aux descendants du sultan de Sulu en conformité avec un accord signé par la North Borneo Chartered Company, mais rejette toute revendication philippine sur le territoire.

### La rivalité malayo-philippine
Sous la dictature de Ferdinand Marcos, les Philippins tentent d'annexer le Sabah en 1968 en formant secrètement des commandos afin de saboter les installations malaisiennes et de former une « armée de libération », créant l'un des plus importants scandales dans la politique du pays.
Dans les années 1970, lors de l'insurrection islamique aux Philippines, les Malaisiens auraient entraîné et armé le Front Moro de libération nationale (MNLF), très proche des Sulus, contre le gouvernement philippin, aboutissant à un accord de paix en 1996. Le mouvement est aujourd'hui au pouvoir dans la Région autonome musulmane de Mindanao.

## Déroulement du conflit

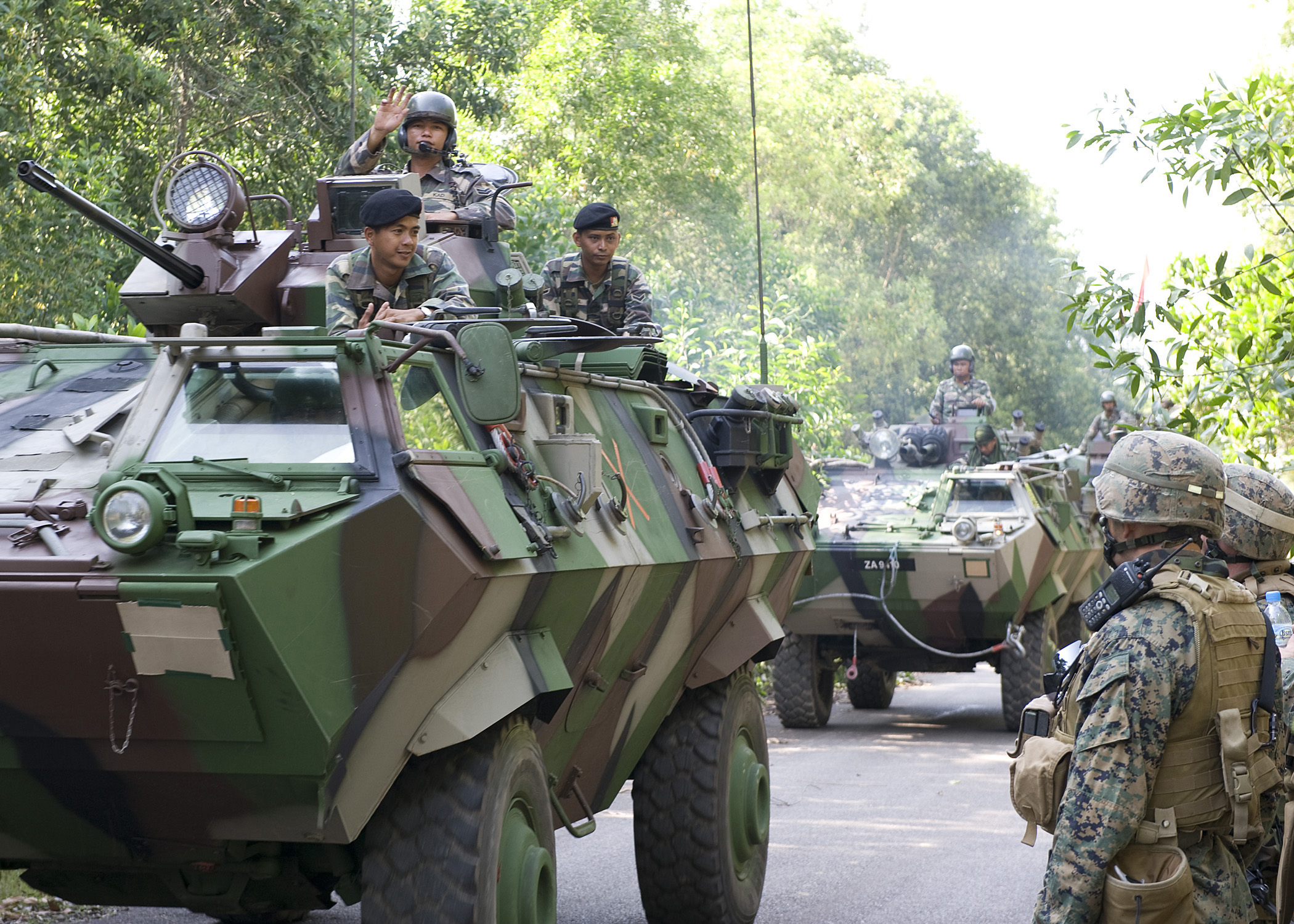
Soldats du régiment royal malais durant un exercice en 2009, l'une des unités d'élite de l'armée malaisienne.

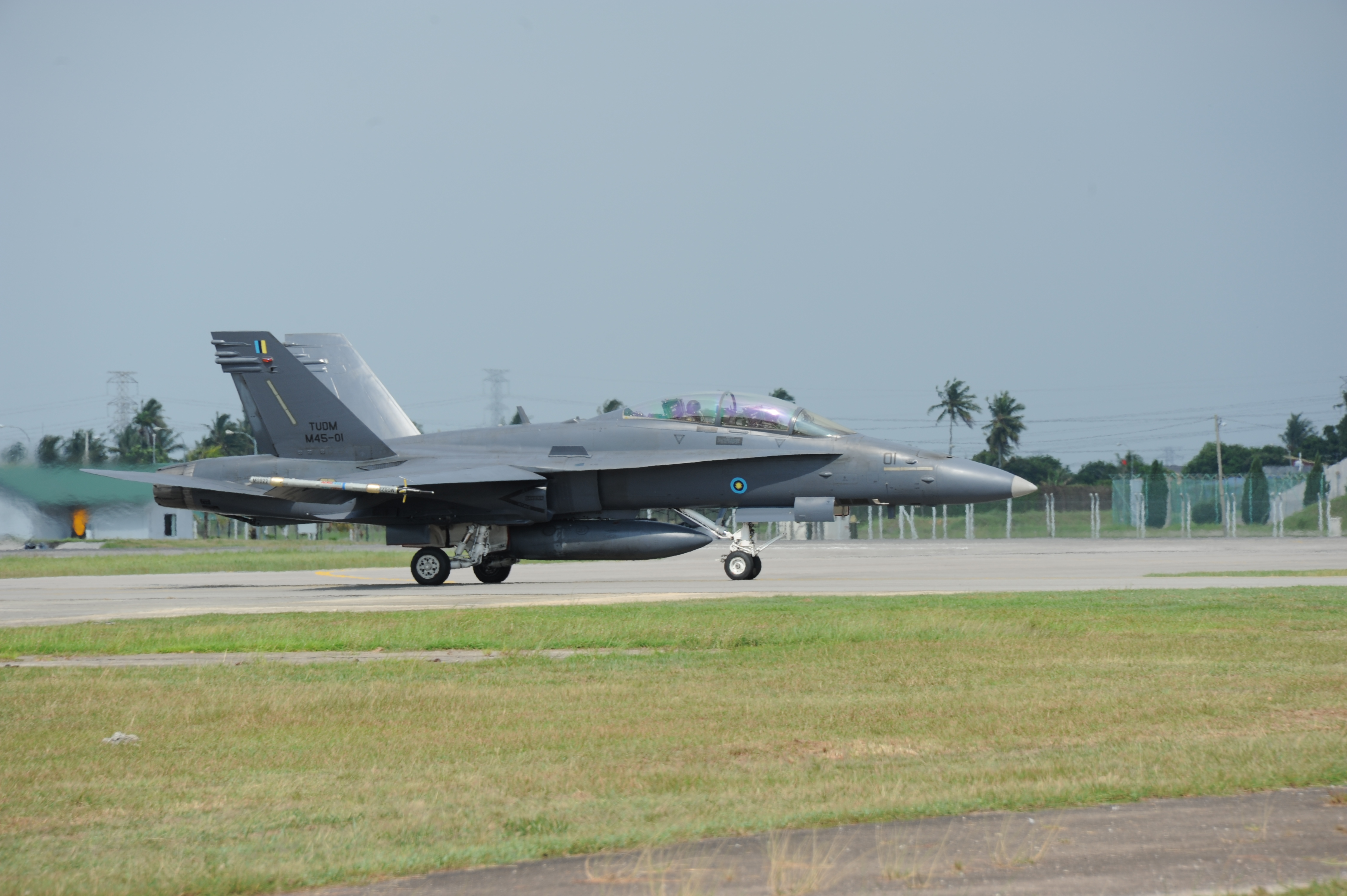
Un F/A-18 Hornet, similaire à ceux employés par l'armée de l'air malaisienne lors de l'opération Daulat.

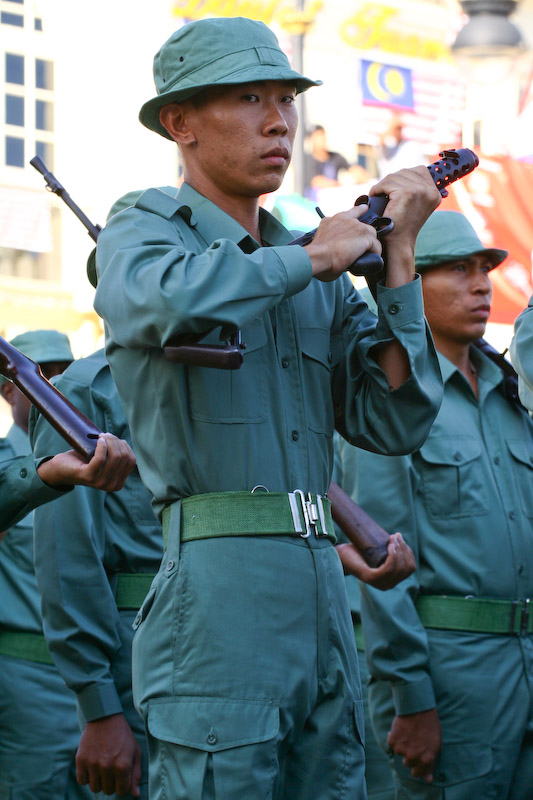
L’Escadron de la police de la Jungle malaisienne pendant une parade en 2008. Auparavant nommé « Force paramilitaire de terrain », il s'agit d'une force d'opérations générale, ayant été impliqué dans les opérations contre le terrorisme communiste indonésien et l'activité de guérilla durant les conflits entre la Malaisie et l'Indonésie (Konfrontasi). Le policier au premier plan est armé d'une L2A3.

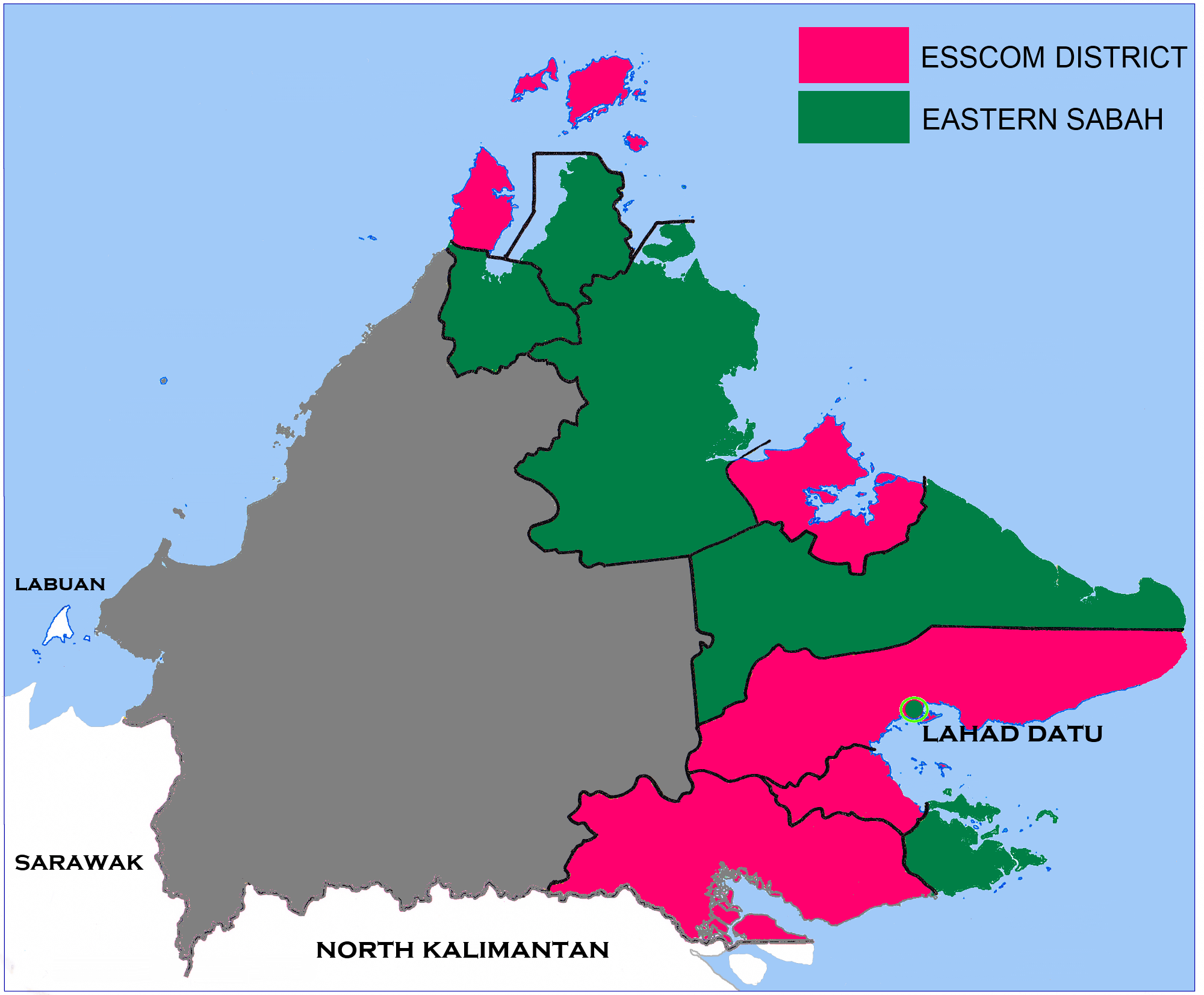
L' (ESSCOM), en vert sur la carte.

### Les négociations
Il [Qui ?]provoque une ferme réponse de la part des forces armées malaisiennes qui encerclent la ville de Lahad Datu où le groupe s'est implanté, tandis que des négociations étaient toujours en cours pour trouver une solution diplomatique au conflit. Les effectifs de la police malaisienne dans la région sont doublées et des patrouilleurs encerclent les eaux environnantes de la ville et un ultimatum est livré aux rebelles leur demandant de quitter Lahad Datu, qui n'est pas respecté par ces derniers.
Si le rôle des Philippines reste assez discret et débattu, le porte-parole du président actuel Benigno Aquino III a indiqué que la marine philippine avait arrêté 70 personnes qui tentaient de rejoindre le Sabah afin d'aider Kiram III en février 2013.

### Affrontements (1er-19 mars 2013)
Des affrontements opposent le 1er mars les rebelles à la police malaisienne, plusieurs morts sont signalés dont 2 policiers et au moins 10 rebelles ; quatre rebelles auraient également été blessés. Des fusils d'assaut M16 et L1A1 ainsi que des munitions sont retrouvés sur leurs corps. Le 3 mars, 10 autres rebelles prennent en embuscade une patrouille de la police malaisienne dans le village de Semporna près de la côte tandis que d'autres combattants seraient présents dans le village de Kunak selon les autorités malaisiennes.
Le 5 mars, des combattants du Front Moro de libération nationale (MNLF) auraient accosté l'État de Sabah afin de soutenir Jamalul Kiram III, 10 000 au total selon un porte-parole du mouvement rebelle qui avait signé un accord de paix en 1996 avec le gouvernement philippin. Ce débarquement, s'il a réellement eu lieu, s'est effectué malgré le blocus naval conjoint des Philippines et de la Malaisie au Sabah. Habib Hashim Mudjahab, déclare par ailleurs que « C'est une question de fierté et d'honneur, et nos membres sont prêts à se sacrifier. » Si ces chiffres peuvent paraître plus que fantaisistes, le dirigeant du MNLF, Nur Misuari (en), indique qu'en revanche que certains de ses membres participent à l'incursion armée au Sabah.
De son côté, Murad Ibrahim (en), secrétaire du Front Moro islamique de libération (MILF), principal rival du MNLF, dénie toute implication dans l'insurrection et affirme que ce conflit est une affaire qui doit être résolue entre Manille et Kuala Lumpur.
Des F/A-18 Hornet et des BAe Hawk de l'armée de l'air malaisienne bombardent dans la journée les positions des rebelles, plusieurs explosions sont entendues,, tandis que les combats au sol se poursuivent après que les forces de sécurité aient déclenché les opérations Sulu et Daulat (signifiant « souveraineté » en malais,), utilisant des mortiers contre les insurgés.
Le 6 mars, les autorités malaisiennes mènent des patrouilles dans les environs indiquant que les rebelles se sont vraisemblablement dispersés et enfoncés dans le maquis. Le bilan total des affrontements à ce jour est d'au moins 27 morts.
Le 7 mars, les Philippines annoncent le déploiement de 10 patrouilleurs de la marine philippine et des garde-côtes afin d'imposer un blocus maritime dans le Sud du pays et ainsi éviter des « incidents collatéraux » entre les Sulus et les forces malaisiennes, selon le président Benigno Aquino III.
Le 10 mars, la Malaisie annonce l'arrestation de 85 partisans des rebelles.
Le 11 mars, le village de Tanduo est déclaré sécurisé par les forces malaisiennes après une semaine de bombardements et de combats. Un soldat est tué par ailleurs dans un accident de la route alors qu'il se dirigeait à Lahad Datu.
Le 29 juin, l'opération Daulat prend officiellement fin et est remplacée par l'Eastern Sabah Security Command (en) (ESSCOM), dirigée par le ministre en chef du Sabah, Musa Aman. La zone couvre Kudat, Sandakan, Lahad Datu, Kunak et Tawau avec pour rôle de sécuriser les côtes de toute menace,.

### Bilan des pertes
| Date     | Lieu                 | Sultanat de Sulu | Autorités malaisiennes | Civils | Total |
| -------- | -------------------- | ---------------- | ---------------------- | ------ | ----- |
| 1er mars | Lahad Datu           | 12               | 2                      | 1      | 15    |
| 3 mars   | Semporna             | 7                | 6                      | 4      | 13    |
| 6-7 mars | Kampung Tanjung Batu | 33               | 0                      | 0      | 34    |
| 6-7 mars | Kampung Tanduo       | 1                | 0                      | 0      | 1     |
| 10 mars  | Lahad Datu           | 0                | 0                      | 1      | 1     |
| 12 mars  | Sungai Nyamuk        | 3                | 1                      | 0      | 4     |
| Totaux   | Totaux               | 56               | 9                      | 6      | 68    |

### Cyberguerre
Le 3 mars 2013, le site web de la société de télécommunications philippine Globe Telecom est piraté par un groupe de hackers se proclamant de la MALAYSIA Cyb3r 4rmy et laisse le message suivant : « do not invade our country or you will suffer the consequences. » (« N'envahissez pas notre pays ou vous en subirez les conséquences »). Le site a été restauré dans la journée et la société assure qu'aucune information sensible n'a été dérobée.
En représailles, des hackers se proclamant des Anonymous Philippines lancent des attaques par déni de service contre les sites malaisiens.

## Répercussions politiques et sociales
À la fois la Malaisie et les Philippines vont bientôt [Quand ?]organiser des élections générales. Par conséquent, les politiciens des deux pays ont exploité le conflit à des fins politiques.
Des allégations font par ailleurs surface quant à l'implication des partis d'opposition malaisiens dans le conflit. Des enquêtes ont été ordonnées par le gouvernement malaisien.
Une centaine de Philippins manifestent également le 5 mars devant l'ambassade de Malaisie à Makati aux Philippines, demandant la fin des violences et certains soutenant les insurgés. La police philippine a déployé 50 hommes dans la ville tandis que l'ambassade a été fermée.

## Réactions internationales
- Nations unies : le secrétaire-général de l'ONU Ban Ki-moon a appelé à la fin des violences au Sabah et a demandé aux deux parties de s'engager dans un dialogue afin de résoudre pacifiquement la situation[35].
- Malaisie : le Premier ministre Najib Razak a déclaré que « plus longtemps les disciples de Kiram resteront à Sabah, plus la situation sera dangereuse pour eux ». Il a ajouté que le groupe « doit se rendre compte que ce qu'il fait est une infraction grave et espère que celui-ci acceptera l'offre de quitter le pays pacifiquement le plus rapidement possible ». Il a également assuré que la sécurité et la souveraineté des habitants du Sabah seraient protégées[36].
- Philippines : le secrétaire des Affaires étrangères Albert del Rosario (en) a demandé aux autorités malaisiennes de respecter les droits des Philippins qui sont des résidents permanents au Sabah et a également exhorté les Philippins insurgés à rentrer chez eux. Il met par ailleurs en avant que les Philippines ne cautionnent pas les actes du groupe armé[37],[38].
- États-Unis : l'ambassadeur américain aux Philippines, Harry K. Thomas, Jr. (en), déclare que Manille et Kuala Lumpur ont la capacité de « travailler pacifiquement pour résoudre le problème, selon les normes internationales. » Il ajoute par ailleurs si les deux gouvernements acceptaient de négocier, le bras de fer pourrait être résolu sans effusion de sang[39].

D'autres pays tels que l'Australie, le Canada, la Nouvelle-Zélande, Taïwan, le Royaume-Uni, l'Allemagne, la Pologne et Singapour ont vivement déconseillé à leurs citoyens de se rendre au Sabah.